# 小倉ゆず
小倉 ゆず（おぐら ゆず、1993年6月23日 - ）は、日本の元AV女優。静岡県出身。ユニティプロモーションに所属していた。

## 来歴
2011年10月29日に『恥ずかしいカラダ 18歳デビュー ゆず』でAVデビュー。デビュー3作目までの芸名は「ゆず」。
グローリークエスト、クリスタル映像、プレステージを始めとするメーカーリリースのハードコアへ出演した。
デビュー作では「静岡で暮らす女子大生」と宣伝されており、私生活についてはほとんど語られていないが、デビューについては「当時交際していた男性に出演を促されたのがきっかけ」と語られている。さらに、その恋人の言いつけでデビュー以来パイパンにしていた。
2012年9月21日リリースの作品を持って事実上の引退となった。引退の理由は「借金を返済できたから」とも言われる。

## 人物
- デビューから引退まで僅か1年足らずであったが、愛らしい顔立ちと、細身に不釣り合いな巨乳、AV業界の中でもとりわけハードな内容のビデオへの出演などから高い人気を獲得し、「アダルトビデオ30周年記念企画 あなたが選ぶオールタイムベスト女優」では投票審査の末に第6位へ選出された[3][4][5]。

- 趣味は、映画鑑賞、料理。

## 出演作品
2011年
- 恥ずかしいカラダ 18歳デビュー ゆず（10月29日、HMJM）
- エスカレートするドしろーと娘 189（11月1日、プレステージ）[6]
- イキ過ぎた着エロ 2（11月10日、プレステージ）[7]
- 変態公衆便所タンツボ肉便器女（11月17日、グローリークエスト）
- 僕が総理大臣になったら作りたいエッチな8つの法案（11月19日、ATOM）他出演：あかり優、美咲結衣、新城美稀、桐谷あや 他
- 撮影現場入りした女優に打ち合わせなし！待ったなし!コンドームなし!即ハメSEX（12月1日、グローリークエスト）他出演：仁科百華、さとう遥希、ayami（赤西涼、まひる）、希咲エマ、霜月るな、笠木忍
- YOUNG＆HIP（12月19日、MARRION）
- 手なずけたオンナ（12月22日、プレステージ）
- PERFECT DOLL パイパン ゆず（12月24日、HMJM）
- 素人援交生中出し 125 ゆな（12月31日、プラム）

2012年
- 従順ペット候補生 14（1月1日、プレステージ）
- じじいに嬲られた女子大生生中出し 5人（1月7日、桃太郎映像出版）他4名出演
- 実は父とデキていた娘 母は知らない父と娘の禁断の近親相姦（1月7日、ATOM）
- いいなり家出ペット（1月20日、プレステージ）
- なんでも従います…。イカされ！マジ泣き!お尻も舐め!（2月3日、h.m.p）
- 実録 読者モデル志願 素人強制中出し面接 餌食10人（2月4日、桃太郎映像出版）他9名出演
- 無限絶頂アクメ（2月10日、プレステージ）
- 魅惑の究極BODY（2月21日、プレステージ）
- パーフェクトBODY おパイパンSEX（3月9日、アップス）
- エロすぎるカラダ 〜ヌルヌルBODYと激エロSEX〜（3月13日、プレステージ）
- 中出し超高級ソープ嬢（4月5日、SODクリエイト）
- スク水H 38（4月6日、クリスタル映像）
- 本番未満 小倉ゆずのイメクラ射精（4月20日、プレステージ）
- ロリ専科 セーラー●学生ローションマット責め 2人の発育敏感巨乳少女の未成熟パイパンワレメに生中出し（5月2日、グレイズ）他出演：このみゆうか
- 小倉ゆず お貸しします。（5月18日、クリスタル映像）
- 小倉ゆず BEST 8時間 ※未公開映像収録（6月1日、プレステージ）
- AV女優☆人気投票 〜みんなが選んだAV30年オールタイムベスト女優48人〜（6月13日、オールアダルトジャパン）他47名出演
- 小倉ゆず PLATINUM BEST 8時間（7月12日、プレステージ）
- 【AV30】悶絶する最高級おっぱい生々しい性交 4時間 新フェチモザイク（7月13日、ABC/妄想族）他出演：南レイ、菅野みいな、前田優希、園田セイラ
- 【AV30】GLORYQUEST GREAT GLAMOROUS BEST（8月13日、グローリークエスト）他15名出演
- 【AV30】マリオンこってり240分っす（8月13日、マリオン）他多数出演
- 【AV30】AV30記念 クリスタル映像 THE BEST 100人8時間SP（8月13日、クリスタル映像）他多数出演
- 従順ドM ロリ巨乳アイドルに生中出し（9月21日、グレイズ）共演：柏木エリカ
- パーフェクトBODY おパイパンSEX 180分完全版（11月9日、アップス）